# Aldeanueva del Codonal
Aldeanueva del Codonal is een gemeente in de Spaanse provincie Segovia in de regio Castilië en León met een oppervlakte van 22,09 km². Aldeanueva del Codonal telt 136 inwoners (1 januari 2016).

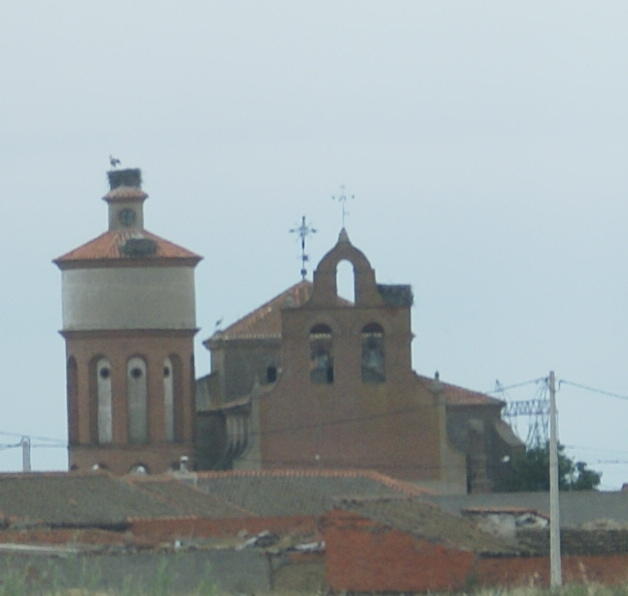
Kerk van Aldeanueva del Codonal
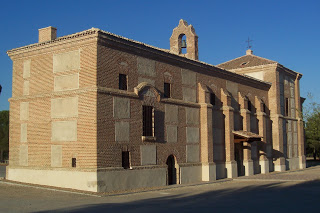
Kapel in Aldeanueva del Codonal

## Demografische ontwikkeling
Bron: INE, 1857-2011: volkstellingen